# 历史中的耶稣

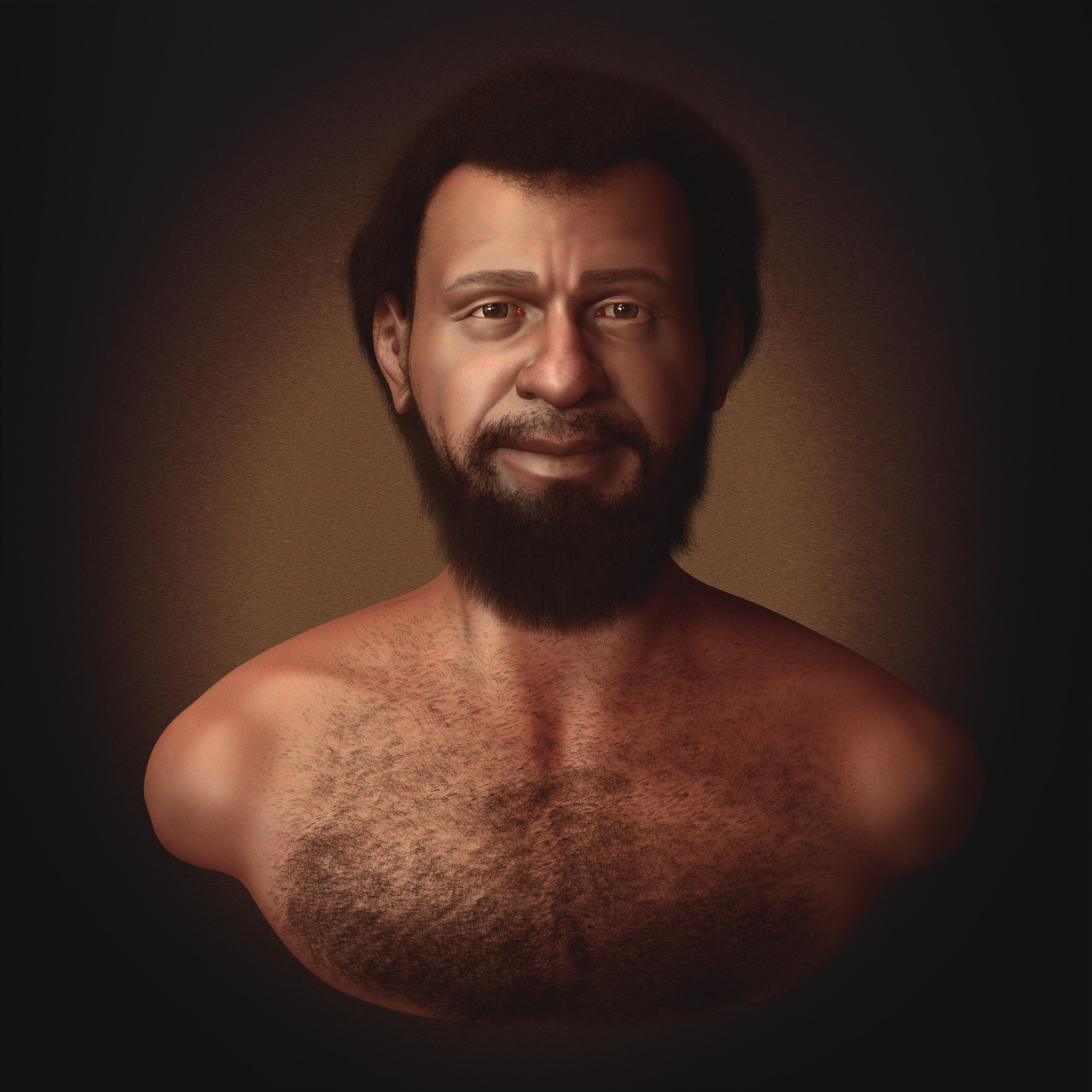
傳説中的耶穌畫像。（應BBC巴西記者Edison Veiga的要求製作）

历史中的耶稣这个概念是指用“批判性的历史方法重构拿撒勒耶稣的生活和教导”的尝试，它与“基督教对耶稣的定义（‘教条的基督’）以及基督教对耶稣的描述（‘信仰的耶稣’）”相对。“历史中的耶稣”也考虑耶稣生活的历史和文化背景。
虽然大多研究这个主题的学者同意耶稣的存在，但对耶稣的信仰、教导以及圣经记载的准确性有不同的意见。只有两个“几乎是普遍同意”的事件，这就是：耶稣接受施洗约翰的洗礼，并在一年或三年后，被罗马总督本丢·彼拉多钉十字架。研究历史中的耶稣的学者通常认为他是生活在弥赛亚和末日时期的加利利犹太人。耶稣接受了施洗约翰的洗礼，他可能以施洗约翰为榜样，并在施洗约翰遭到处决后在加利利讲道，大约一到三年后被钉十字架。他用形象生动的比喻宣讲救恩、洗清罪和神的王国。据资料记载，他是一位导师，强调信仰治疗的作用。有些学者将宣扬末世福音归功于他，而另一些学者则将他的天国描述为一个道德天国，而不是末世论的天国。他派使徒四处实践医治，传讲神的国。后来，他前往犹地亚的耶路撒冷，在那里造成了圣殿的扰乱。这是是逾越节，正值耶路撒冷政治和宗教局势极为紧张的时刻。福音书说，圣殿守卫（据信是撒都该人）逮捕了他，把他交给彼拉多处决。他发起的运动在他死后继续进行，并由他的弟弟公义者雅各和其他使徒继承，他们宣扬耶稣的复活。这个运动最终发展为早期基督教。
自18世纪以来，对历史中的耶稣有三次不同的学术探究，每次具有各自的特点，并发展出新的、多样的研究标准。在这些过程中构建的耶稣形象往往彼此不同，而且也不同于福音书中描述的教条性形象。这些肖像包括耶稣作为启示的先知、有领导魄力的治疗师、愤世嫉俗的哲学家、犹太的弥赛亚和社会变革的先知，但是，每个形象上都存在学术上的分歧，对于构建这些形象的学术方法也存在着不同意见。然而，在形象之间存在着重叠的属性，学者不认同某些属性时可能对其他属性有所认同。
许多学者批评了研究历史中的耶稣时的各种方法。一方面，这些研究方法缺乏严格性；另一方面，这些方法受到某些“具体议程”的影响，将古代资源解释为可适应某个特定目标的事物。21世纪的研究方法抛弃了19世纪接受所有福音的“极大主义”方法和20世纪早期完全拒绝福音的“极简主义”方法，学者开始关注耶稣的历史可能性和合理性。

## 历史要素

### 耶稣的存在
大多数学者赞同的观点是，几乎所有当代研究古代的学者都同意耶稣存在；大多数圣经学者和古典历史学家认为，耶稣不存在的理论被有效地驳倒了。今天没有证据表明，古代反对基督教的人曾否认耶稣的存在。然而，学者们对福音叙述的耶稣生平细节以及他的教导的意义有很大分歧。学者们对圣经提到耶稣的具体事件的历史性有不同看法，历史学家倾向于将耶稣的超自然事件或神迹看成是一个信仰问题，而不是历史事实。

#### 耶稣存在的历史证据
并不存在关于耶稣存在的物理或考古证据。所有资料来源都出自文献，主要是基督教作品，如福音书和使徒书信。这些资料来源的真实性和可靠性已受到许多学者质疑，并且福音书中提到的事件很少被普遍接受。
除了圣经的文献来源，在非基督教文献来源中有三处提及耶稣的地方已用于耶稣历史性的研究，这包括：犹太历史学家弗拉维奥·约瑟夫斯著作中的两个段落，罗马历史学家塔西佗作品中一处。
约瑟夫斯的《犹太古史》写于公元93-94年左右，它在第18和20篇中提到圣经中的耶稣。一般学者的看法是，虽然那个较长的、称为弗拉维斯·约瑟夫斯的证词的段落总体上很可能是不是真实的，但人们普遍认为它最初由一个真实的核心构成，然后才遭到基督教的篡改或伪造。在约瑟夫斯另一处提到耶稣的地方，研究约瑟夫斯的学者Louis H. Feldman认为，“很少有人质疑约瑟夫斯”在《犹太古史》的第20篇，9.1章中提到耶稣的段落的“真实性”，而且只有少数学者有争议。
罗马历史学家塔西佗在《编年史》（大约写于公元116年）的第15篇44章提到一个名为 “Christus”的人以及他被彼拉多处决的事件。罗伯特·凡·沃斯特（Robert E. Van Voorst）指出，塔西佗对基督徒评价的极端消极语气说明这段经文基本上不可能是一个基督徒文士伪造的，而博伊德和埃迪（Boyd and Eddys）则认为塔西佗的这些文字现在被广泛接受为确认基督被钉十字架的独立文献来源，虽然有些学者以各种理由质疑这段经文的真实性。
在基督教文献以外提到耶稣历史性的是塔木德。塔木德详细地说明了以色列某个地方从公元200–500年的犯罪案件。它写道：“在逾越节前夕，他们吊死了耶穌，传令员提前四十天宣称：「耶穌因为从事巫术，引诱和迷惑以色列人，他将要接受石刑⋯⋯但没有人为他免罪，他们在逾越节的前夕将他吊死」。犹太公会司法委员开始运作有记载的最早日期是公元前57年。

### 两个被广泛接受的历史事实
几乎所有现代学者都认为耶稣受洗和被钉十字架是历史事实。

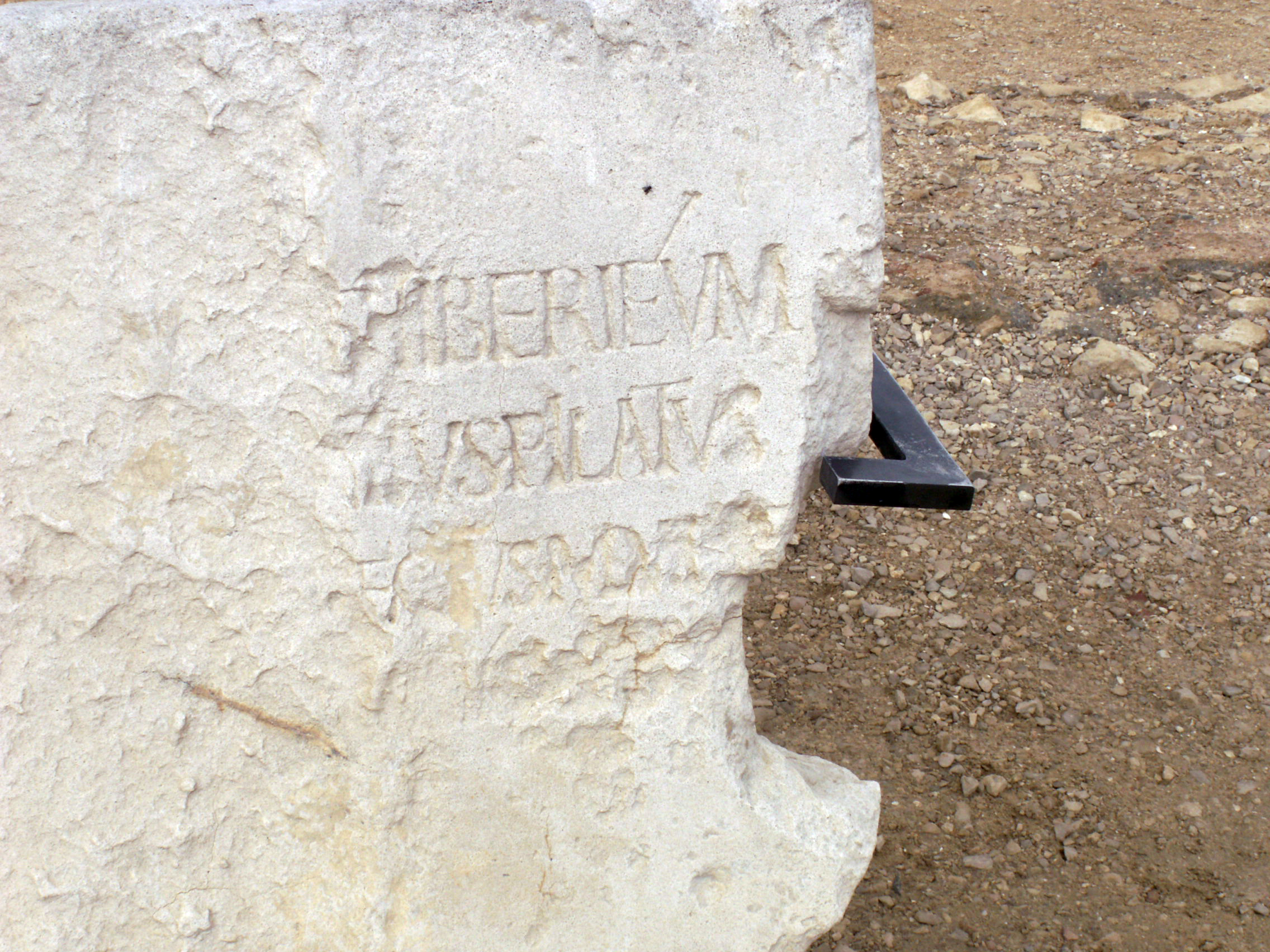
在凯撒利亚港发现的彼拉多之石，现藏于以色列国家博物馆

约翰·梅尔将耶稣被钉十字架视为历史事实，并指出，基于“尴尬标准”，基督徒不会虚构自己的领袖痛苦死亡的事件。梅尔指出，许多其他标准——多重见证的标准（即多于一个来源确认），一致性标准（即它与其他历史要素相符）和拒绝标准（即没有争议的古代来源） ——有助于确立耶稣被钉十字是一个历史事件。艾迪和博伊德（Eddy and Boyd ）说，目前非常确定的是，历史中有非基督徒的对耶稣被钉十字架的历史确认——指的是弗拉维奥·约瑟夫斯和塔西佗的作品。
大多学者在第三次探索历史中的耶稣中认为，十字架事件是毫无疑问的，巴特·叶尔曼，約翰·克羅森和詹姆斯·鄧恩也认同这个观点。虽然学者同意十字架事件的历史性，但对它的原因和背景有不同的解释。例如，艾德·帕里什·桑德斯和Paula Fredriksen都支持十字架事件的历史性，但认为耶稣没有预言他将被钉十字架，他预言自己将被钉十字架是基督教发明的故事。Geza Vermes同样认为十字架事件是一个历史事件，但认为这是由于耶稣挑战了罗马权威而导致的。
公元1世纪的历史学家约瑟夫斯也证实了施洗约翰与耶稣存在于同一时间范围内，他最终是被希律王安提帕斯处死。大多现代学者认为，约瑟夫斯对施洗约翰的活动记载是真实的。支持施洗约翰施洗了耶稣的历史真实性的论据之一是“尴尬标准”，即，这是早期基督教会从来不想发明的故事。支持耶稣受洗的历史性的另一个论证是多处文献记载提到它，这通常称为多重见证标准。实际上，多重见证并不确保真实性，而只是证明它是一个古代事物。然而，对于大多学者，由于尴尬标准的说服力，耶稣受洗的历史事件具有很大的可信度。

### 其它可能的历史要素
除了耶稣受洗和被钉十字架的两个历史要素之外，学者对耶稣生活的其他各个方面的历史确定性有不同程度的看法，虽然他们没有达成普遍的共识。艾米-吉尔·莱文指出：人们“对于耶稣生活的基本轮廓存在某种一致意见，大多学者都同意耶稣由施洗约翰施洗，与犹太同胞辩论如何更好地按上帝的意愿生活，从事治疗和赶鬼，用比喻教导众人，聚集追随者，并被罗马总督彼拉多（在位时间公元26-36年）钉十字架。”
此外，不同的学者认为：
- 耶稣的大致年表可从非基督教文献来源中估计，并且，将这与新约的记录联系起来时，可以得到确证。[59][60]
- 耶稣是一个加利利犹太人，出生于公元前7至2年，于公元30-36年去世。[59][61][62]
- 耶稣只住在加利利和犹地亚，[63][64][65]并且从来没有在加利利和犹地亚外旅行或学习。[66][67][68]
- 耶稣说阿拉姆语，也可能说希伯来语和希腊语。[69][70][71][72]詹姆斯·邓恩说，关于耶稣用亚拉姆语作教导这个问题存在“基本共识”，[73]尽管阿拉姆语作为加利利方言与犹地亚方言有明显区别。[74]
- 关于耶稣样貌或种族的观点大多是主观的，它们是基于文化定型观念和社会趋势，而不是基于科学分析。[75][76][77]
- 施洗约翰施洗耶稣的日期可以根据弗拉维奥·约瑟夫斯的文献(Antiquities 18.5.2) 推测，约在公元28-35之前。[47][78][79][80][81]
- 他教导的主题是神的国，他用比喻传授信息，这些比喻有时是惊人的，有时让人困惑。[82]
- 耶稣教导一种宽恕道德，如体现在“有人打你的右脸，连左脸也转过来由他打”或“有人强逼你走一里路，你就同他走二里”的格言中。[82]
- 耶稣在殿中引起争议。[9][57][83]
- 耶稣被钉十字架的日期早于公元36年，基于罗马总督彼拉多在公元26年至公元36年之间统治罗马犹太行省的事实。[84][85][86]

### 历史中的耶稣形象
自18世纪以来，对历史中的耶稣有三次不同的学术探究，每次具有各自的特点，并发展出新的、多样的研究标准。在这些过程中构建的耶稣形象彼此不同，而且也有别于福音书中描述的教条性形象。这些肖像包括耶稣作为启示的先知，有领导魄力的治疗师，愤世嫉俗的哲学家，犹太的弥赛亚和社会变革的先知，但是，每个形象上都存在学术上的分歧，对于构建这些形象的学术方法也颇为不同。然而，在形象之间有重叠的属性，学者不认同某些属性时可能对其他属性有所认同。
当代学术文献代表了对历史中的耶稣的“第三次探索”。这次探索将耶稣坚定地放在犹太传统中。“第三探索”的主要学者包括艾德·帕里什·桑德斯、Geza Vermes，Gerd Theissen，Christoph Burchard和约翰·克罗森。用桑德斯的话来说，耶稣被认为是“犹太教内更新运动”的创始人。这个研究表认为，在耶稣充满领袖魅力、不断游走的生活方式与他死后追随者继承他的生活方式之间存在一种连续性。在“第三次探索”中，辨别历史细节的主要标准是耶稣的犹太背景和他对基督教影响的可能性。当代研究的主要分歧是：耶稣是否支持末世论？大多学者的结论是，他是一个末世论传道者，就像施洗约翰和使徒保罗一样。相反，某些著名北美学者，如伯顿·麦克（Burton Mack）和克罗斯，则主张一个非末世论的耶稣，认为他更是一个愤世嫉俗的而非支持末世论的传道人。

## 耶稣的事工

### 事工与神迹

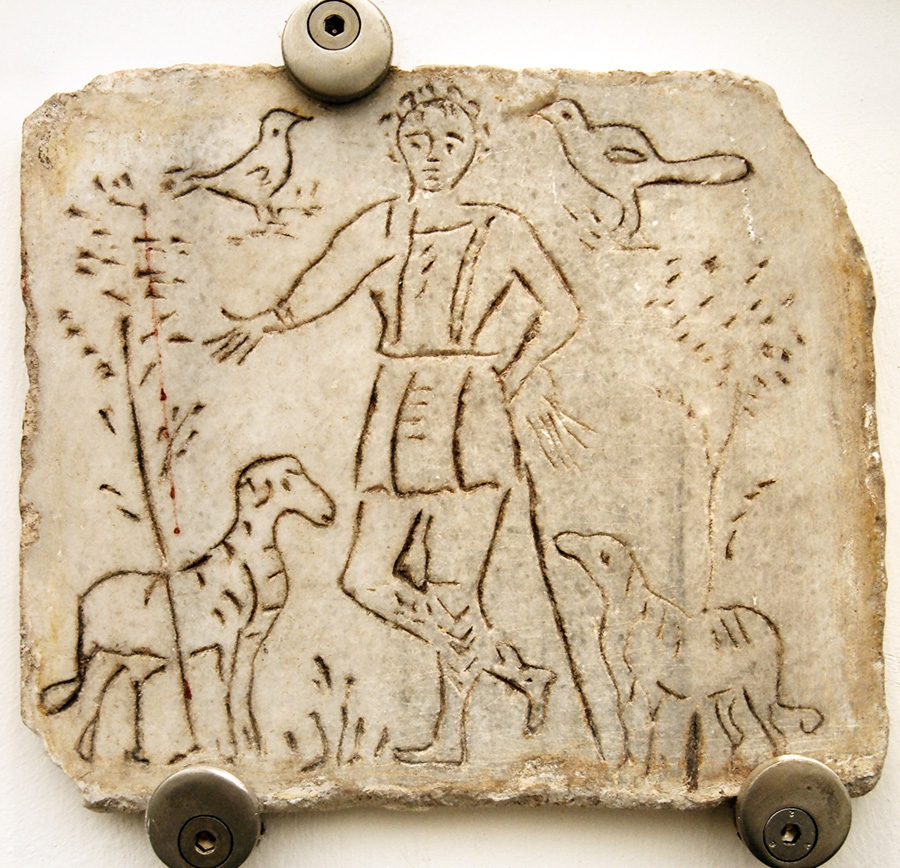
早期基督徒教会的好牧者图案，四世纪。

据说耶稣在事工过程中显现了各种神迹。这主要包括：神奇的治疗、赶鬼、对人和物的控制力。
正如阿尔伯特·史怀哲在《探索历史中的耶稣》中所言，在20世纪初，关于“历史中的耶稣”的争辩集中在神迹记载的可信性上。在19世纪初，学者对这些神迹故事给出三种解释：它们被认为是超自然事件，或是“合理化”的事件（如，Paulus持这样的观点），或被认为是神话（如大卫·施特劳斯）。
基督教与世俗传统的学者继续争论如何解释耶稣的神迹记载。基督教福音书说，耶稣拥有上帝的高于自然、生命和死亡的权柄，但自然主义历史学家支持施特劳斯的观点，通常将这些故事看成是传说或寓言；或者，对于其中一些神迹，他们遵循着合理化的方法进行解释。例如，治疗和赶鬼能力有时可归因于安慰剂效应。

### 耶稣的神性
耶稣是有领袖魅力的传道人，他教导救赎，永生和上帝之国的道理。
一些学者认为他担当了一个神的角色：他的角色是“神圣的君王”，而其他学者认为他错误地相信末日正在临近。耶稣的三个重要术语，显示出他对自己神圣角色的理解：弥赛亚、神之子和人子。

#### 弥赛亚
在《希伯来圣经》中，有三类人被确定为“受膏者”（即“弥赛亚”）：先知，祭司和君王。在耶稣时代，弥赛亚一词以不同的方式使用，没有人能确定如果耶稣接受这个词，他指的是什么。虽然一般来说，人们对弥赛亚的期望集中在国王的弥赛亚，但艾赛尼派期望在末世中有一个同时具备君主和神職人員特征的人物。
在耶稣时代，犹太人热切期待一位神圣救世主能复兴罗马统治下的以色列。施洗约翰显然在等待比自己更大的末世人物。基督教经文和信仰称耶稣为这样的“弥赛亚”（“受膏者”、“基督”）。

#### 神之子
保罗描述上帝通过将耶稣从死裏复活而宣告為神之子，而桑德斯认为马可福音描述了将上帝在耶稣受洗时认他为義子，虽然许多人不接受这种对福音的解释。|认为，耶稣被尊为「神之子」并不意味着他真的是上帝的后代。相反，它表明一个非常高的尊称，指的是一个与上帝有特殊关系的人。
在对观福音中，耶稣作为“上帝的儿子”正好与加利利典型哈迪德（Hasidean）相应，这是一位“虔诚的”圣人，他通过上帝的帮助行使神迹和驱魔。

#### 人子
人子按照字面翻译是“人类之子”或“人类”。耶稣有时使用“人子”来表示“我”或一般凡人，有时用来表示一个注定要受难的神，有时指很快要到来的天国审判。耶稣使用“人子”这个词的第一种方式是当时普遍用法，没有什么神圣意味。有些人认为，人子作为一个注定受难的人似乎是基督教发明出来的，耶稣并没有这样说过；而且人们不清楚当他谈到神的审判时，耶稣是否指的是自己。这三种用法不会同时出现（如，人子受难和再次降临）。而其他人认为，耶稣使用这个短语说明了耶稣清楚自己是上帝的神性表达。

#### 其它描述
逻各斯（logos）这个称号将耶稣等同为神圣的话语，这首先出现在约翰福音中，大约在90-100年写成。
雷蒙德·布朗（Raymond E. Brown）总结说，最早的基督徒没有称呼耶稣为“上帝”。新约学者普遍认为，耶稣没有作出任何暗示，声称自己是神。(参看英文词条Divinity of Jesus和Nontrinitarianism)
Pinchas Lapide将耶稣看作是在希勒尔长老、Yochanan ben Zakai和Hanina Ben Dosa的哈西德派传统中的一个拉比。
福音书和基督教传统描述耶稣在犹太领袖的坚持下被处决，他们认为耶稣自认为神的主张亵渎了神。从历史的角度看，耶稣似乎是被视为潜在的动乱发起人而被处决的。

### 耶稣与施洗约翰

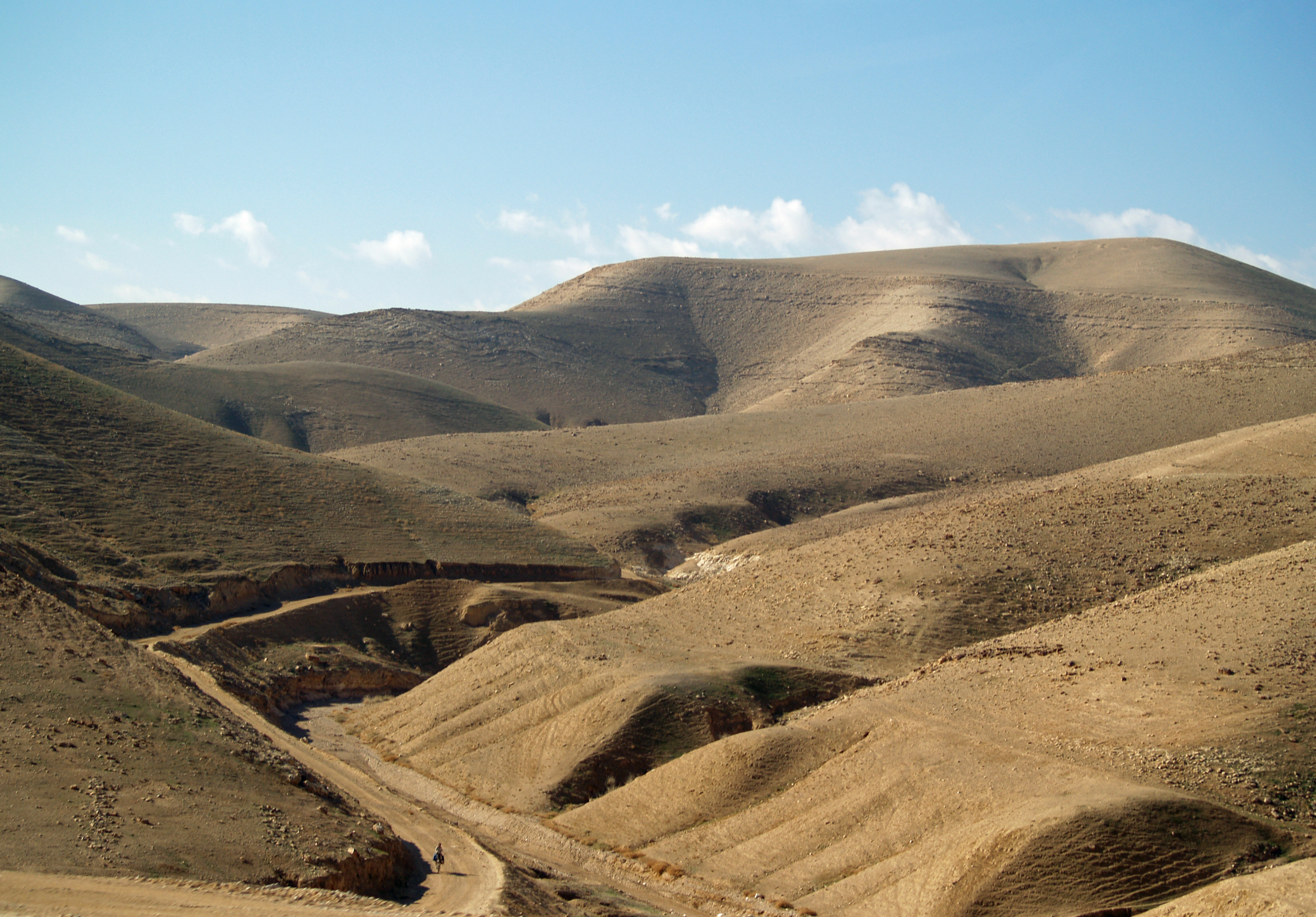
以色列的犹地亚山地

耶稣受施洗约翰洗礼后开始传道、教导和医治；施洗约翰是宣扬末世论的苦行传道者，呼吁犹太人悔改。
耶稣显然是施洗约翰的追随者。施洗约翰是一个民粹主义的、激进的先知，他期待神将犹太人从罗马人中解救出来。施洗约翰也是一位重要的宗教人物，他领导的运动可能比耶稣的要大。希律王安提帕处决了施洗约翰，因为后者威胁了他的权力。根据一种可能是来源于Q档案的说法，历史中的耶稣在施洗约翰死后不久为施洗约翰辩护。
施洗约翰的追随者形成一个运动，在他死后继续进行着，耶稣这时也在追随施洗约翰的步伐。施洗约翰的追随者显然相信施洗约翰可能已从死里复活，这样的期望可能影响了耶稣的追随者，特别是在耶稣被处决后。一些耶稣的追随者早期是施洗约翰的追随者。禁食和洗礼都是施洗约翰的教导元素，它们可能已经通过施洗约翰的追随者而在早期基督教中实践着。
约翰·克罗森认为，耶稣拒绝约翰的末世论观点，而赞成一种智慧末世论（sapiential eschatology），该观点认为，文化转变是由人类自己的行动带来的，而不是来自上帝的干预。
历史学家认为耶稣受约翰的洗礼是一个历史事件，因为，如果没有“铁定的证据”，早期基督教是不会将这个事件收入福音书中的。像耶稣一样，约瑟夫斯也提到了施洗约翰及其处决的事件。
施洗约翰在福音书和约瑟夫斯的作品中的重要性表明，在施洗约翰的一生中，他可能比耶稣更为人熟知；同样，耶稣的传道是被施洗约翰施洗后才开始。Paula Fredriksen认为，耶稣只是在他死后才比施洗约翰更具影响力。相应地，福音书将耶稣死后才出现的重要性投射到他的生前。Fredriksen相信，福音书是通过以下几个方式来削弱施洗约翰的重要性的：描述施洗约翰拒绝施洗耶稣（马太福音）；简略地提及施洗过程（路加福音）；或强调耶稣的优先性（约翰福音）。
学者认为，耶稣可能是施洗约翰运动中的直接追随者。研究历史中的耶稣的著名学者约翰·多米尼克·克罗森认为施洗约翰可能因政治原因而被杀害，而不一定是像马可福音描述那样是由于个人恩怨。施洗约翰走进沙漠，在约旦施洗，这说明施洗约翰和他的追随者正在净化自己，因为他们认为天国近了，神的救赎很快到来。这让人想起以色列人在出埃及（见约书亚书）后穿越约旦，一直走到一个解救他们的应许之地中。耶稣的教导随后会偏离约翰的末世论观点（虽然，这取决于人们用哪种观点看待此问题；根据巴特·叶尔曼或艾德·帕里什·桑德斯，末日论是耶稣教导的核心）；我们知道，施洗约翰警告神“将来的愤怒”，因为“现在斧子已经放在树根上，凡不结好果子的树就砍下来，丢在火里”（路加福音3：7-9）。虽然约翰的教导仍旧可以在耶稣的教导中看见，但耶稣强调神的国并不是将要到来，而是认为，神的国已经在当下，通过所有基督徒之间遵守平等关系、生活在神圣的正义之下而体现出来。四个福音书都同意耶稣由于犹太公会的要求而被彼拉多钉死在十字架上。钉十字架是对罪犯、强盗、叛徒和政治反动者的惩罚，用于象征罗马的绝对权威——那些与罗马作对的人将被彻底消灭。

### 事工和教导
对观福音都认为耶稣在拿撒勒长大，到约旦河见施洗约翰并接受施洗，不久后就开始对加利利海（实际上是个淡水湖）周围的村民、渔民进行治疗和讲道。虽然附近有许多腓尼基、希腊和罗马城市（例如Gesara和Gadara；西顿和推罗；Sepphoris和提比利亚），但在三个对观福音书中，只有一处说明耶稣在格拉森（Gadarenes）地区医治（名为“群”的魔鬼），另一处是当他在推罗和西顿附近治疗一个迦南妇人（Syro-Phoenician）妇人。除此之外，没有关于耶稣在外邦人城市中逗留很长时间的记录。他事工的中心是迦百农，一个小镇（大小约500*350米，人口1,500-2,000）。根据福音书记载，他出现在镇上的犹太会堂（一种非神圣性的会堂，安息日犹太人常常聚集在里面学习Torah），治愈了瘫痪病人，不断召唤门徒。
一旦耶稣拥有了追随者（虽然在追随者数量上存在不少争论），他转移到以色列王国首都、大卫之城耶路撒冷。

#### 事工的时间长度
历史学家并不知道耶稣传道了多长时间。对观福音书表明时间长达一年。约翰福音提到了三个逾越节，因此，耶稣的传道历来认为有三年。显然，耶稣的事工持续了一年，有可能两年。

#### 比喻和悖论
耶稣用比喻和格言来教导。比喻是一种具有单个信息的比喻性形象（有时被误认为是类比，在类比中每个元素都具有隐喻意义）。格言是简短的、令人难忘的句子。在耶稣那里，格言常常涉及某些悖论或逆转。具有历史真实性的比喻包括：好撒玛利亚人和葡萄园工人的比喻。具有历史真实性的格言包括：“有人打你的右脸，连左脸也转过来由他打”、“有人强逼你走一里路，你就同他走二里”和“爱你的敌人”。
约翰·克罗森写道，耶稣的比喻同时在多个层面上其作用，激发他与农民观众的讨论。
耶稣的比喻和格言在追随者中以口头传播了多年，然后被写下来，纳入福音书中。它们代表了关于耶稣的最早基督教传统。

#### 末世论
耶稣主要宣扬神的国。学者们对于他指的是即将来临的末日事件还是日常生活的转变有分歧。
大多重要的批判性圣经学者远在阿尔伯特·史怀哲那时开始，就认为耶稣相信历史的终结是在他生命或同代人生命中发生。
这个观点的证据来自几个经文，包括：
- 在马可福音8：38-9：1中，耶稣说，在“天父与圣天使的荣耀里降临的时”，人子将会在“这淫乱罪恶的世代”到来。确实，他说“站在这里的，有人在没尝死味以前，必要看见神的国大有能力临到。”
- 在路加福音21：35-36中，耶稣敦促信徒不断地、毫不松懈地作好准备，因为历史快要结束，上帝将会到来。 “你们要时时警醒，常常祈求，使你们能逃避这一切要来的事，得以站立在人子面前。”
- 在马可福音13：24-27，30中，耶稣描述了当世界结束时会发生什么，他说“在那些日子，那灾难以后，‘日头要变黑了，月亮也不放光， 众星要从天上坠落，天势都要震动。’那时，他们要看见人子有大能力、大荣耀驾云降临。”他给出这个事件的时间：“我实在告诉你们：这世代还没有过去，这些事都要成就。”
- 使徒保罗似乎也带着这样的期望。在哥林多前书第7章结束时，他建议基督徒尽可能避免结婚，因为历史结束是迫在眉睫。对未婚的人说，他写道：“因现今的艰难，据我看来，人不如守素安常才好 …… 弟兄们，我对你们说，时候减少了……因为这世界的样子将要过去了”（哥林多前书7:26，29，31）。在帖撒罗尼迦前书4：15-17中，保罗也似乎相信他会活着见到耶稣再临和历史结束。

根据Vermes，耶稣宣布神的国即将到来“显然没有实现”，“这给最初教会造成了极大尴尬”。根据桑德斯，“许多基督学者希望看到”耶稣这些末世论的说法“不在圣经中”，因为“他们预言的事件并没有出现，这意味耶稣是错误的。” 
另一方面，罗伯特·福克（Robert W. Funk）和同事写道，从20世纪70年代开始，一些学者拒绝了耶稣持有末世论观点，指出他拒绝了施洗约翰的苦行及其末世论信息。根据这种看法，神的国不是一个未来的国度，而是现时的、神秘的当下。 约翰·克罗森认为，耶稣的末世论是建立一种新的、圣洁的生活方式，而不是上帝对历史的干预和救赎。
神的国已经存在的证据来自这些经文：
- 在路加福音17：20-21中，耶稣说，人不能观察到神的国到来，因为“神的国来到不是眼所能见的。 人也不得说‘看哪，在这里！’、‘看哪，在那里！’，因为神的国就在你们心里。”
- 在托马斯福音113中，耶稣说神的国“在地上散布，但人们却看不见。”
- 在路加福音11:20中，耶稣说：“我若靠着神的能力赶鬼，这就是神的国临到你们了。”
- 此外，耶稣的主要比喻并不反映一种末日论历史观。

耶稣研讨会的结论是，人们加给耶稣的末日论观点可能源自早期基督徒，因为那时末日论是常见的，但关于神的国已经神秘地在当下存在的观点与当时普遍观点不一致，因此它只能来自耶稣。

#### 言简意赅的圣人
古代近东的圣人一般是谦虚的，几乎不会煽动人们的对峙。圣人只有在别人请求时才提供治疗和驱魔，有时甚至不愿意这样做。耶稣似乎表现出类似的风格。
福音书提出耶稣经常与法利赛人和撒都该人进行信仰“问答”的辩论。耶稣研讨会认为，关于经文和教义的争论在风格上是拉比式的，而不具有耶稣的特征。他们认为这些“冲突故事”代表早期基督教社区与周围社群（法利赛人，撒都该人等）之间的冲突。该研讨会认为，这些冲突中出现的一些教导或概念主要是早期基督教社会的真正产物。

#### 餐桌上的团契
与团体外的人进行餐桌上的团契是耶稣事工的核心。与他医治过的低下的人一起用餐的做法违背了传统犹太社会的期望。人们期待他在会堂中进行教导，但他在餐桌上教导。他的行为造成了足够的丑闻，以至于他被指控是一个好吃者和酗酒者。
约翰·克罗森认为这种餐桌做法是耶稣的激进平等主义计划的一部分。餐桌团契的重要性可体现在早期基督教艺术、圣餐和基督教的掰饼倒酒仪式的无所不在的用餐场景中。

#### 门徒
耶稣招募了十二个加利利农民作为他的内部圈子，其中包括几个渔民。这些渔民和税吏马太可能涉及到需要懂希腊语的业务。书中被描述两个渔民的父亲能为自己的捕鱼业雇用劳动者，而税吏则被视为剥削者。十二门徒被有望在神的国中统治以色列的十二个支派。
耶稣的门徒在人们探索历史中的耶稣上发挥了重要作用。然而，四福音使用不同词语来描写耶稣的追随者。希腊词ochloi指的是耶稣宣讲时聚集在周围的人群。“methetes”一词指追随者中留下来想得到更多教导的人。apostolos 是指十二门徒或使徒，耶稣特意选择他们作为密切追随者。在这三类型追随者的基础上，约翰·梅尔使用了一个围绕着耶稣的同心圆模型：内圈是真正的门徒，更大一点的圈子是追随者，最大的圈子聚集听他演讲的人。
耶稣非常有争议地接受女人和罪人（违反圣洁律法的人）作为追随者。虽然妇女从来没有被直接称为“门徒”，但福音书某些段落似乎表明，耶稣的女性追随者相当于门徒。ochloi的成员能发展成mathetes类别的成员。然而，梅尔认为，一些来自mathetes类别的人确实上能够进入apostolos类别，这个人就是抹大拉的马利亚。在耶稣之死以及接下来的事件叙述中都提到她的在场。梅尔说，妇女群体在十字架事件中的关键作用在福音书随后的叙述中体现出来，至少有一些妇女，尤其是抹大拉的马利亚，目睹了耶稣的埋葬（马可福音15:47），并发现了空坟墓（马可福音16：1-8）。路加福音还提到，当耶稣和十二门徒从城市到城市去宣扬“好消息”时，他们是由妇女陪伴的，她们力所能及地提供帮助。我们可以得出这样的结论：在耶稣的加利利事工以及最后一次到耶路撒冷的旅程中，妇女团体确实跟随了耶稣相当长时间。如果耶稣没有主动或积极地接受妇女追随者，她们就不可能如此忠诚地、长期地追随他。然而，大多学者认为，由于抹大拉的马利亚与耶稣表面上颇为密切的关系而认为她是耶稣的门徒或十二门徒之一是不合理的。在名义上，历史中的妇女不被认作是耶稣的“门徒”；但耶稣允许她们的跟随和服务，这证明耶稣在某种程度上将她们看作门徒。
福音书记载了耶稣委托门徒传播福音，这有时发生在生前（例如马可福音6：7-12），有时在复活后（如马太福音28：18-20）。这些记载反映了早期基督徒的实践以及耶稣的最初指示，虽然一些学者认为历史中的耶稣没有给出这样的传道使命。
根据约翰·多米尼克·克罗斯，耶稣派门徒出来治愈疾病，传扬神的国。他们要与那些他们医治的人一起吃喝，而不是与更高地位的人一起用餐（这些地位更高的人可能会款待医治者），而且耶稣让他们吃他人提供的任何东西。这种对社会等级制度的含蓄挑战是耶稣激进平等主义计划的一部分。治疗和饮食的主题在早期基督教艺术中是常见的。
耶稣对传道人的指示出现在对观福音书和托马斯福音中。这些指示不同于复活后耶稣给追随者的指示：也就是大使命（the Great Commission），大使命文本被耶稣研讨会评为黑色（不真实的）文本。

#### 苦行
耶稣研讨会的研究人员大多认为，耶稣不是一个苦行者，他会喝酒，没有像所有犹太律法遵守者一样禁食。然而，他确实提倡简朴的生活和放弃财富。
耶稣说，有生来是阉人，并有为天国的缘故自阉的（马太福音19:12）。这个格言的目的可能是建立与阉人的团结关系，因为他们在犹太社会被认为是“不完整的”。或者说，耶稣也可能在提倡独身。
一些学者认为，耶稣与抹大拉的马利亚结婚，或他可能与她有特殊的关系，或认为他与伯大尼的马利亚结婚。但是，叶尔曼认为这些说法实际上都是推测，因为“没有任何古代文献来源表明耶稣已婚，更不用说与抹大拉的马利亚结婚”。
施洗约翰是苦行者，也许是拿撒勒人，和艾赛尼派 一样推崇独身。诸如禁食之类的苦行元素出现在早期基督教中，马太福音叙述耶稣批评“假冒为善”的说话时（马太福音第6章）提到这点。有人认为，耶稣的兄弟雅各是拿撒勒人，他是耶路撒冷团体的领袖，一直持续到62年。

### 耶路撒冷

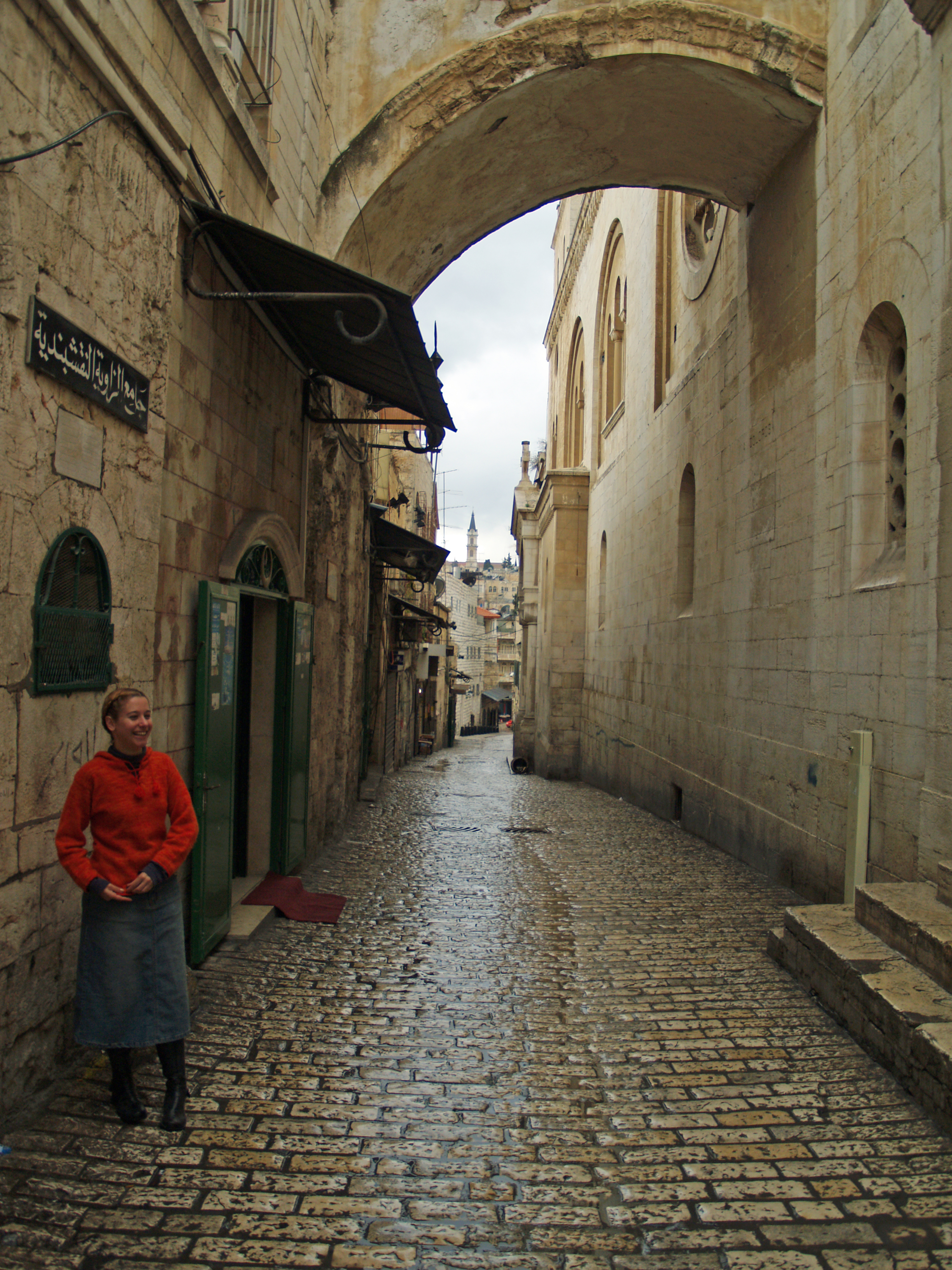
耶路撒冷苦路狭窄的街道。

耶稣和他的追随者离开了加利利，到犹地亚的耶路撒冷去。约翰福音记载他们可能途径撒马利亚，或根据路加福音的记载，在撒马利亚边界的周围，这是犹太人的惯例，为了避免敌对的撒马利亚人。耶路撒冷挤满了来过逾越节的犹太人，也许有30万至40万的朝圣者。

#### 进耶路撒冷
耶稣可能骑驴子进耶路撒冷，将其看作是一个象征性性的举动，很可能有意与罗马征服者胜利进城的方式形成对比，或者是为了实现撒迦利亚的预言。基督教经文明确地提到撒迦利亚，这也许是因为，这个场景是虚构的，可能当时的文士文查阅以前的经文，以帮助他们充实福音书叙述的细节。

#### 圣殿的扰乱
根据福音书记载，耶稣在耶路撒冷教导众人，在圣殿造成了扰乱。为此，文士和祭司长逮捕了他，将他交给罗马当局处决。他可能被他人背叛，从而落到了圣殿侍卫的手中；但Funk认为当局可以逮捕他，不需要什么叛徒的存在。

### 钉十字架

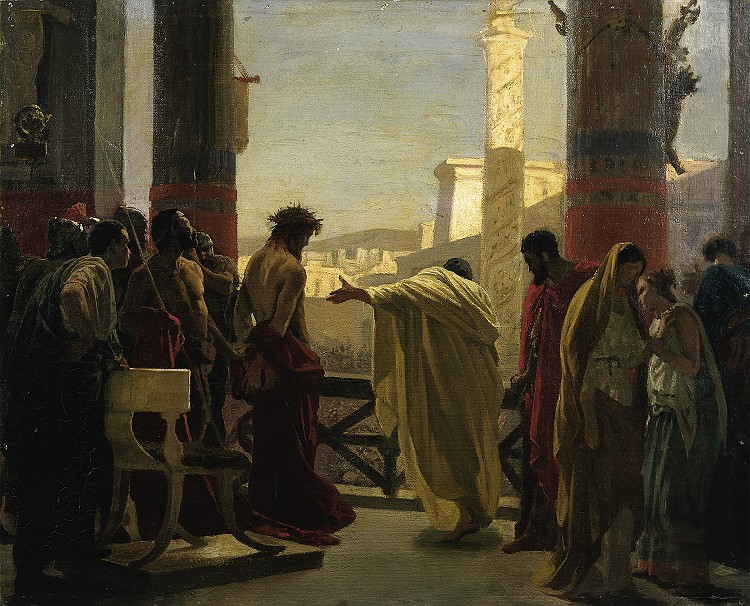
Antonio Ciseri1862年描绘的《Ecce Homo》（瞧这个人!）, 这时，彼拉多将耶稣交给观众。

耶稣被彼拉多钉十字架，他其时是Iudaea的总督（在位时间公元26至36）。有些学者认为，彼拉多将耶稣作为公共秩序扰乱者而处决，也许是在犹太当局的配合下。耶稣洁净神殿可能会严重冒犯了犹太听众，导致他的死亡；而巴特·叶尔曼则认为，罗马人会认为耶稣的行为是叛逆，因而是死罪。撒母耳的祭司领袖及同伙将耶稣交托给罗马人的说法得到有力的证明。历史学家争论的是耶稣是否想要钉十字架。
耶稣研讨会认为，基督教文士似乎参考了过去的经文，以充实耶稣受难的叙述，例如，发明耶稣被审判的事件。然而，学者们对这些基础事件的历史性有分歧。
约翰·多明尼克·克罗斯指出，单纯是耶稣在教导重要的“神的国”时使用“国”这个词已经会引起罗马当局的注意。罗马处理耶稣就像他们通常处理非暴力异议者一样：杀害异议者的领袖。通常，只有暴力起义，如在罗马-犹太战争期间的暴力事件，才会让领袖和追随者一同杀害。而现在，罗马人要消除基督运动领袖的做法已经充分地表明：门徒并没有组织暴力抵抗运动，耶稣被钉十字架很大程度上只是罗马人的一种预防手段。在早期教会中，随着外邦人组成的基督团体比犹太社区的基督群体声势更大时，基督教会越加疏远了那些反对罗马占领的犹太人。这在犹太群体也形成了一种分裂，因为在公元70年罗马破坏第二殿后，那些信仰耶稣的信徒被逐出了犹太会堂。关于犹太人在审判耶稣中扮演的角色历来有不同说法，这反映了这些犹太人之间由于上述分裂所导致的消极情绪。

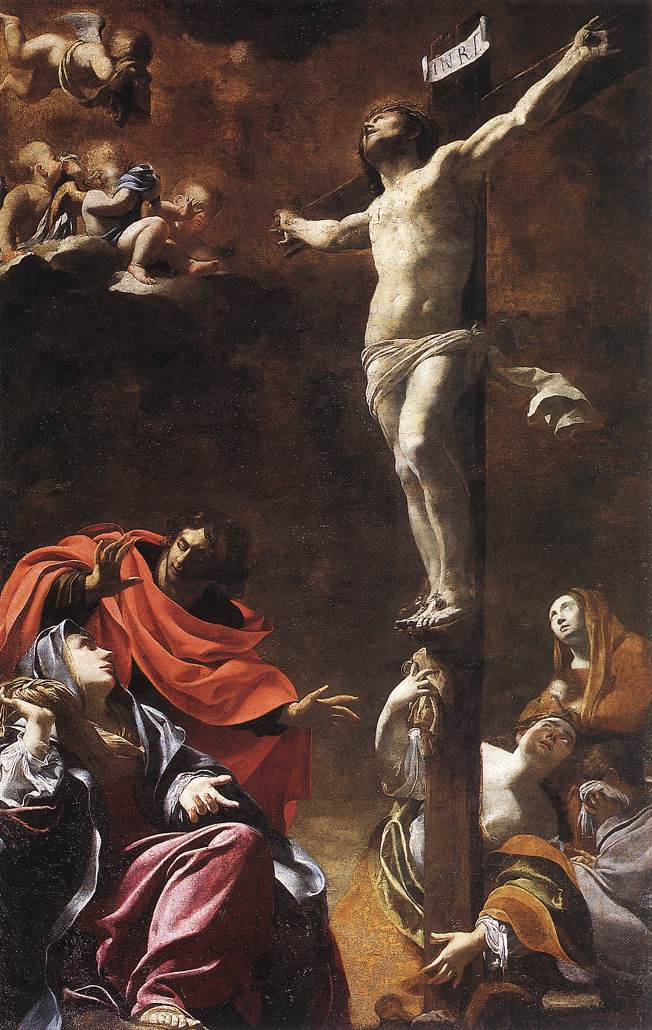
The Crucifixion (1622) 作者Simon Vouet;藏于Church of Jesus, 热那亚

除了福音书提供各种关于犹太人在耶稣之死中扮演的角色外（例如，马可福音和马太福音记载了两个不同的审判，路加福音记载了一个 ，约翰福音没有提到），Fredriksen和其他学者一样（见Catchpole 1971）认为福音书中许多元素可能没有发生过，因为：根据犹太法律，法庭不可能在晚上进行；它不能在一个重要节日中进行；耶稣对犹太公会或大祭司的声明（例如，认为他是弥赛亚）并不构成亵渎；福音书宣称犹太人对耶稣作出的指控并不触犯犹太律法的死罪；即使耶稣被指控，并被公会判死罪，那么刑罚是被石头打死（例如，司提反和公义的雅各），而不是钉十字架。但这种观点必然假定犹太领导人是严格遵守罗马法律，甚至不会为了自己的礼仪而打破法律、习俗或传统。反对这种说法的人认为，人们还不能很好地认识这个审判的法律情况，因为犹太领导人并不总是严格遵守罗马法律或自己的法律。此外，在罗马占领下，谈论恢复犹太君主是具有煽动性的。并且，耶稣进入耶路撒冷是在一个特别危险的时刻，那是逾越节期间，大众情绪极为高涨。虽然，大多数犹太人不可能在任何节日前往耶路撒冷，但几乎所有人都试图尽可能遵守律法。在这些节日中，如逾越节，耶路撒冷的人口会迅速膨胀，暴力事件是很常见的。学者们认为，大祭司担心耶稣在谈论将要到来的独立犹太国复兴会引发骚乱。维持和平是罗马任命的大祭司的首要工作之一，他个人对任何可能出现的重大事件负责。学者因此认为，他会因为耶稣煽动叛乱而逮捕他，并将他转交给罗马人处置。
福音书以及保罗的内插（见帖撒罗尼迦前书2：14-16）都是在66-73年的可怕战争之后写成的。教会有充分的理由向将要归信的外邦人保证，基督教运动既不威胁也不挑战帝国主权，尽管他们的创始人耶稣是因叛乱罪而被钉死在十字架上的。——Fredriksen, Paula. (2000) From Jesus to Christ: The Origins of the New Testament Images of Christ. Second Edition. Yale University Press. p. 122 ISBN 0300084579
然而，保罗传讲福音，并进行激进的社会行动，这本身就直接地挑战了希腊罗马社会社会的等级制度，因此，这些耶稣的教导削弱了帝国，最终导致罗马对兴起的基督徒进行全面迫害。

### 埋葬和空墓
学者们关于耶稣是否被埋葬有分歧。克雷格·埃文斯（ Craig A. Evans）认为，“文献中的、历史学的和考古学的证据都指向一个方向：根据犹太习俗，耶稣的尸体被放置在墓中。”约翰·克罗森有一个独特的立场，他认为彼得福音是关于耶稣的最古老的主要资料来源。根据这一立场，他认为关于耶稣埋葬的记载变得越来越过分，因此，他认为，在历史上敌人不会放出尸体，并认为耶稣的追随者没有办法知道耶稣的尸体在哪里。克罗森基于彼得福音的立场没有得到其它学者的支持，例如，Meyer认为这种说法是“偏颇的、不可信的”，Koester批评它是“严重有缺陷的”。哈贝马斯反对克罗森的说法，他认为，犹太当局在回应基督徒要求耶稣复活的说法而发明了埋葬和空坟墓的事件。他注意到Yohanan Ben Ha'galgol尸体的发现，认为这个发现说明了一世纪在巴勒斯坦钉十字架后被埋葬是历史事实。（Yohanan Ben Ha'galgol在一世纪被钉十字架，被发现埋在古耶路撒冷外的埋葬地，一个藏有古代遗骨的房子里）其他学者认为，在马可福音第25章中，亚利马太的约瑟埋葬了耶稣在历史上是可能的，有些学者进而认为，这个坟墓有可能在后来发现是空的。马克·沃特曼（Mark Waterman）更为肯定地维持空坟墓比耶稣复活后的显现更为重要的。 迈克尔·格兰特（Michael Grant）写道：
如果我们将应用在其他古代文献资源的标准用于这里的话，那么，我们有坚定和合理的证据认为该墓确实是空的。——M. Grant, Jesus: An Historian's Review of the Gospels (New York: Scribner's, 1977) p. 176
然而，Marcus Borg指出
写于70年左右的马可福音第一次提到空坟墓的故事是相当奇怪的：它告诉我们，有些妇女发现墓是空的，但没有告诉任何人。一些学者认为，这表明空墓的故事是后期发明的，而且马可福音讲述这个事件的方式解释了为什么它（之前）并不广泛为人熟知的。——Borg, Marcus J. "Thinking About Easter" Bible Review. April 1994, p. 15 and 49
同样，学者Gerd Theissen和Annette Merz得出这样结论：“空坟墓只能用复活节的信仰（基于耶稣的显现）来说明；但复活节信仰并不能用空坟墓来说明。”
古代历史学家Gaetano De Sanctis和法律历史学家Leopold Wenger在20世纪初写道，耶稣的空坟墓是在历史中是真实的，因为拿撒勒题字的证据说明了这点。

### 耶稣复活后的显现

《圣徒多马的不信》(The Incredulity of Saint Thomas)，作者卡拉瓦乔，16世纪，描绘了耶稣复活。

彼得、保罗和抹大拉马利亚似乎都有复活后的耶稣的异象。保罗在一封书信中记录了他的异象，并列出了其他耶稣显现的记载。最初的马可福音记载了耶稣的空坟墓，后来几个福音书和随后版本的马可福音记叙了耶稣复活后多次显现。
马可福音的两个最古老的手抄本（4世纪）是最早的福音书，它在16：8时中断了：这时刚刚说到这些妇女来了，找到了一个空坟墓，“她们就出来，从坟墓那里逃跑，又发抖又惊奇，什么也不告诉人，因为她们害怕” （马可福音16：8）。那些描述抹大拉的马利亚和十一个门徒看到复活后的耶稣（马可福音16：9-20）的段落是稍后才加上的，而原来的结局已经遗失了。学者提出了一些关于耶稣复活后显现的理论。耶稣研讨会得出的结论是：“耶稣没有从死了的身体中复活；复活是基于彼得、保罗和抹大拉的马利亚的异象。”桑德斯认为，很难指责早期的见证者有任何的蓄意欺诈行为：
很难指责这些来源，或第一批信徒，是故意欺诈。如果真的要谋划一个让人们相信的复活故事，那么他们会编一个更连贯的故事。但是，我们现在看到的是彼此竞争的不同说法：“我看到他”“我也是这样”“女人先看见他”“不，是我看到了他；他们根本没有看见他”，等等。此外，一些复活的见证者会将为信仰而交出生命。这也让欺诈不太可能。——"Jesus Christ." Encyclopædia Britannica. 2007. Encyclopædia Britannica Online. 10 Jan. 2007
大多数学者认为，使用经验主义的方法重构超自然事件是不可能的，因此认为复活不是一个历史问题，而是一个哲学或神学问题。

## 研究方法

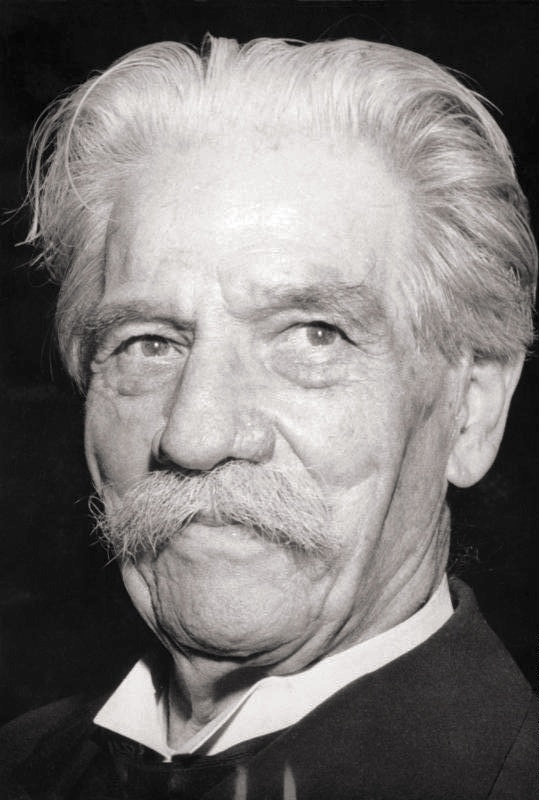
史怀哲的作品第一次使用了“探索历史中的耶稣”（Quest for the historical Jesus）这个表达

早期教会已倾向于将耶稣描绘为一个真实而非凡人物。自18世纪以来，学者进行了三次历史中的耶稣的独立“探索”，试图用历史方法重建、描述他的生活。虽然文本批评（或较低的批评）已经实践了几个世纪，但是到18世纪为止，随着一系列“探索历史中的耶稣”的开始进行，大量评价事件历史性的标准出现了。在每个发展阶段中，学者提出了具体的分析形式和方法，以及特定的标准，用于确定历史真实性。
第一次探索始于1778年，它几乎完全基于圣经批评学。1919年的形式批评和1948年的修正批评补充了这次探索。形式批评开始是为了追溯圣经材料在被写下来之前的历史，因此可以被视为文本批评结束后的新方法。形式批评寻找圣经文本单元中的模式规律，并试图基于这些模式规律追踪其起源。修正批评可能被视为文本批评和形式批评结合的产物。这种方法将作者视为“修正者”（即，那些进行记载的人），并尝试理解修正者如何试图将叙述塑造为一种可以表达自己观点的模式。
在第一次探索（大约在1906年）末期，人们使用了多重见证的标准，这是一直到20世纪50年代的主要附加要素。多重见证标准的概念很简单：事件的独立文献来源的数量越多，事件的历史真实性就越高。
同时，其他标准也发展起来，例如1913年的“双重差异性”标准，1919年的“最低独特性”标准和1921年的“一致性”标准。 “双重差异性的标准”认为：如果记载中的耶稣教导或行动与那个时代的犹太教和随后的早期基督教传统不同，那么这样的教导或行为可能是真实的。“最低独特性”标准依赖于这样的假设：当故事从一个人传递到另一个人时，外围的、最不鲜明的元素可能被扭曲，但中心元素保持不变。“一致性”标准认为，如果被确定为真实的材料支持X材料，那么，X材料才能证实为真实的。
第二次探索从1953年开始，这次探索引入了尴尬标准。这个标准表明，一个群体不太可能发明一个让自己尴尬的故事。 第三次探索开始于1988年，在1997年引进了“历史合理性”标准。这个原则用两个独立的部分分析事件的合理性：背景的合理性和后果的合理性。
第三次探索出现的一个现代新特征是考古学扮演了重要角色：詹姆斯·查尔斯沃斯（James Charlesworth）认为，现时代，很少现代学者会忽略考古发现，因为这些发现能澄清耶稣时代加利利和犹太人的生活特点。第三次探索的另一个特点是跨学科性和文献的全球化。虽然前两次的探索者是欧洲新教神学家，但第三次探索是由全球多个学科的大量学者进行的。
最近，历史学家将注意力集中在耶稣生活时代或他的家庭证据的相关历史文献上。在第三或第四个世纪之前，这些文献被早期基督徒不断订正，它们是新信息的丰富来源。

## 耶稣研究方法的批评
一些学者批评了对历史中的耶稣之研究，认为它带着宗教偏见，或缺乏健全方法。有些学者认为现代圣经学术研究在批评性上不足，有时相当于含蓄的护教。

### 神学偏见
约翰·梅尔是一名天主教神父和圣母大学神学教授，他说：“……我认为很多困惑来自这样的事实：人们声称他们正在探索历史中的耶稣，但事实上，他们正在做神学，虽然这个神学确实建立在历史性上的……”梅尔还写道，在过去，探索历史中的耶稣往往更多地是为了产生另外一种基督神学，而不是真正的历史探索。
英国卫理公会学者克利夫·马什（Clive Marsh）指出，作为一种研究，对耶稣形象的构建往往是被“具体议程”所驱动的，因此相关的圣经文本的历史组成部分经常为了适合某个特定目标而进行解释。 Marsh指出：神学议程旨在确认耶稣神性；反对教会议程旨在诋毁基督教；而政治议程旨在解释耶稣的教导，希望借此产生社会变革。
新约圣经学者尼古拉斯·佩林（Nicholas Perrin ）认为，由于大多数圣经学者是基督徒，一定的偏见是不可避免的，但他认为这不是一个大问题。

### 缺乏健全方法
圣经学者所使用的历史分析技术已被质疑。根据詹姆斯·邓恩，“从现有数据中建构一个真正耶稣”是不可能的。
W. R. Herzog说：“我们所谓的历史中的耶稣是由一些可修复零碎资料和一块块历史信息以及对耶稣的推测组合而成，我们在此基础上不断组装、建构和重构。”用梅尔的话来说，因此，历史中的耶稣是“现代的抽象和建构”。
皇后大学历史系爱尔兰研究教授唐纳德·阿肯森（Donald Akenson）认为，通常历史学家试图通过耶稣的存在和被钉十字架的事实去构建耶稣传记，无一例外，这都是极糟糕的历史研究。他指出，在研究中，人们都对共识有着不健康的依赖，他提议人们应该以第一手资料来源或严格的解释学为基础。他还指出了一些独特而过时的方式，并认为某些标准是有缺陷的。他说，绝大多数圣经学者都是在有宗教信仰背景的机构中工作。正因为如此，比起当今学术界的任何团体，圣经历史学家都承受着巨大的压力，他们需要将自己的历史工作神学化。只有通过某些个人英雄主义的努力，圣经历史学家才能保持他们学术工作的正直。
戴尔·艾利森（Dale Allison）是长老会神学家、匹兹堡神学院新约解经学和早期基督教教授，他说：“我们恣意地使用我们标准去得到我们想要的结论。”
根据詹姆斯·邓恩，“准确来说，‘历史中的耶稣’是19和20世纪使用对观福音的数据构建出来的，这个耶稣不是当时的耶稣，也不是历史上的耶稣。”（强调为原文所加）詹姆斯·邓恩进一步解释说：“事实不等同于数据；它们总是对数据的解释。”
自从阿尔伯特·史怀哲的书本《探索历史中的耶稣》出版以来，学者们长期认为耶稣的许多形式是“研究者自身苍白的投射”。史怀哲指责早期学者的宗教偏见。约翰·多米尼克·克罗森总结了最近的情况，认为许多研究者都声称自己在写耶稣传记，其实更多是作者的“自传”

### 资料来源的稀缺
任何学者通常难以超越耶稣生活的简单历史元素去构建一幅历史的耶稣肖像。另一方面，诸如NT Wright和Timothy Johnson这样的学者认为，耶稣在福音中的形象在很大程度上是准确的，只是持反对意见的学者对我们所了解的古代知识过于谨慎。

### 神话理论
基督神话理论认为拿撒勒的耶稣从未存在过，并且认为，如果他确实存在，那么他与基督教建立以及福音书的记载几乎没有任何关系。许多支持者使用一种19世纪出现的三重论证：新约没有任何历史价值；在第一世纪的非基督教文献没有提及耶稣基督；基督教有异教和或神话的根源。
近年来涌现了许多关于这个问题的书籍和纪录片。一些支持“神话”说的人认为，耶稣可能是一个真实存在的人，但圣经对他的描述几乎完全是虚构的。
大多数学者认为，基督神话理论已经遭到驳斥，因为耶稣确实是一个历史中的人物。

### 引用
1. ↑  Frank Leslie Cross; Elizabeth A. Livingstone. . Oxford University Press. 2005: 779–. ISBN 978-0-19-280290-3.
2. ↑  Amy-Jill Levine in the The Historical Jesus in Context edited by Amy-Jill Levine et al. 2006 Princeton Univ Press  ISBN 9780691009926 pages 1-2
3. ↑  Jesus: Apocalyptic Prophet of the New Millennium by Bart D. Ehrman (Sep 23, 1999) ISBN 0195124731 Oxford University Press pp. ix-xi
4. 1 2  In a 2011 review of the state of modern scholarship, Bart Ehrman (a secular agnostic) wrote: "He certainly existed, as virtually every competent scholar of antiquity, Christian or non-Christian, agrees" B. Ehrman, 2011 Forged : writing in the name of God ISBN 978-0-06-207863-6]. page 285
5. ↑  Robert M. Price (an atheist who denies the existence of Jesus) agrees that this perspective runs against the views of the majority of scholars: Robert M. Price "Jesus at the Vanishing Point" in The Historical Jesus: Five Views edited by James K. Beilby & Paul Rhodes Eddy, 2009 InterVarsity, ISBN 028106329X page 61
6. 1 2  Michael Grant (a classicist) states that "In recent years, 'no serious scholar has ventured to postulate the non historicity of Jesus' or at any rate very few, and they have not succeeded in disposing of the much stronger, indeed very abundant, evidence to the contrary." in Jesus: An Historian's Review of the Gospels by Michael Grant 2004 ISBN 1898799881 page 200
7. 1 2  Richard A. Burridge states: "There are those who argue that Jesus is a figment of the Church’s imagination, that there never was a Jesus at all.
8. 1 2 3  Jesus Remembered by James D. G. Dunn 2003 ISBN 0-8028-3931-2 page 339 states of baptism and crucifixion that these "two facts in the life of Jesus command almost universal assent".
9. 1 2  Prophet and Teacher: An Introduction to the Historical Jesus by William R. Herzog (4 Jul 2005) ISBN 0664225284 pages 1-6
10. 1 2 3  Crossan, John Dominic. . HarperOne. 1995: 145. ISBN 0-06-061662-8. That he was crucified is as sure as anything historical can ever be, since both Josephus and Tacitus ... agree with the Christian accounts on at least that basic fact.
11. 1 2 3  Jesus as a Figure in History: How Modern Historians View the Man from Galilee by Mark Allan Powell 1998 ISBN 0-664-25703-8 pages 168–173
12. 1 2 3  Sanders, E. P. The historical figure of Jesus.
13. ↑  John Dickson, Jesus: A Short Life.
14. 1 2 3 4 5 6 7  Sanders, E. P. The historical figure of Jesus.
15. 1 2 3  The Jesus Quest: The Third Search for the Jew of Nazareth by Ben Witherington (May 8, 1997) ISBN 0830815449 pages 9-13
16. 1 2  Jesus as a Figure in History: How Modern Historians View the Man from Galilee by Mark Allan Powell (1 Jan 1999) ISBN 0664257038 pages 19-23
17. 1 2 3 4  The Quest for the Plausible Jesus: The Question of Criteria by Gerd Theissen and Dagmar Winter (Aug 30, 2002) ISBN 0664225373 page 5
18. 1 2 3 4 5 6  The Cradle, the Cross, and the Crown: An Introduction to the New Testament by Andreas J. Köstenberger, L. Scott Kellum 2009 ISBN 978-0-8054-4365-3 pages 124-125
19. 1 2 3 4  The Cambridge History of Christianity, Volume 1 by Margaret M. Mitchell and Frances M. Young (Feb 20, 2006) ISBN 0521812399 page 23
20. 1 2  Jesus Research: An International Perspective (Princeton-Prague Symposia Series on the Historical Jesus) by James H. Charlesworth and Petr Pokorny (Sep 15, 2009) ISBN 0802863531 pages 1-2
21. 1 2  Images of Christ (Academic Paperback) by Stanley E. Porter, Michael A. Hayes and David Tombs (Dec 19, 2004) ISBN 0567044602 T&T Clark page 74
22. 1 2  Familiar Stranger: An Introduction to Jesus of Nazareth by Michael James McClymond (Mar 22, 2004) ISBN 0802826806 pages 16-22
23. 1 2 3  Allison, Dale. . Wm. B. Eerdmans Publishing. February 2009: 59  [Jan 9, 2011]. ISBN 978-0-8028-6262-4. We wield our criteria to get what we want.
24. 1 2 3  John P. Meier. . Yale University Press. 26 May 2009: 6–  [27 August 2010]. ISBN 978-0-300-14096-5. （原始内容存档于2019-05-15）.
25. 1 2 3 4  Clive Marsh, "Diverse Agendas at Work in the Jesus Quest" in Handbook for the Study of the Historical Jesus by Tom Holmen and Stanley E. Porter (Jan 12, 2011) ISBN 9004163727 pages 986-1002
26. ↑  John P. Meier "Criteria: How do we decide what comes from Jesus?" in The Historical Jesus in Recent Research by James D. G. Dunn and Scot McKnight (Jul 15, 2006) ISBN 1575061007 page 124 "Since in the quest for the historical Jesus almost anything is possible, the function of the criteria is to pass from the merely possible to the really probable, to inspect various probabilities, and to decide which candidate is most probable.
27. ↑  The Historical Jesus of the Gospels by Craig S. Keener (13 Apr 2012) ISBN 0802868886 page 163
28. ↑  Jesus in Contemporary Scholarship by Marcus J. Borg (1 Aug 1994) ISBN 1563380943 pages 4-6
29. ↑  Robert E. Van Voorst Jesus Outside the New Testament: An Introduction to the Ancient Evidence Eerdmans Publishing, 2000.
30. ↑  James D. G. Dunn "Paul's understanding of the death of Jesus" in Sacrifice and Redemption edited by S. W. Sykes (Dec 3, 2007) Cambridge University Press ISBN 052104460X pages 35-36 states that the theories of non-existence of Jesus are "a thoroughly dead thesis"
31. ↑  The Gospels and Jesus by Graham Stanton, 1989 ISBN 0192132415 Oxford University Press, p. 145: "Today nearly all historians, whether Christians or not, accept that Jesus existed".
32. ↑  Encyclopedia of theology: a concise Sacramentum mundi by Karl Rahner 2004 ISBN 0-86012-006-6 pages 730-731
33. ↑  Jesus and the Gospels: An Introduction and Survey by Craig L. Blomberg 2009 ISBN 0-8054-4482-3 pages 431-436
34. ↑  Schreckenberg, Heinz; Kurt Schubert. . 1992. ISBN 90-232-2653-4.
35. ↑  Kostenberger, Andreas J.; L. Scott Kellum; Charles L. Quarles. . 2009. ISBN 0-8054-4365-7.
36. ↑  The new complete works of Josephus by Flavius Josephus, William Whiston, Paul L. Maier ISBN 0-8254-2924-2 pages 662-663
37. ↑  Josephus XX by Louis H. Feldman 1965, ISBN 0674995023 page 496
38. ↑  P.E. Easterling, E. J. Kenney (general editors), The Cambridge History of Latin Literature, page 892 (Cambridge University Press, 1982, reprinted 1996).
39. ↑  Robert E. Van Voorst, Jesus Outside the New Testament: An Introduction to the Ancient Evidence, Wm. B. Eerdmans, 2000. p 39- 53
40. 1 2  Eddy; Boyd. . Baker Academic. 2007: 127. ISBN 0-8010-3114-1.
41. ↑  . Sefaria. Sefaria.   [30 May 2019]. （原始内容存档于2020-12-07）.
42. ↑  Jesus of Nazareth by Paul Verhoeven (Apr 6, 2010) ISBN 1583229051 page 39
43. 1 2  John P. Meier "How do we decide what comes from Jesus" in The Historical Jesus in Recent Research by James D. G. Dunn and Scot McKnight 2006 ISBN 1-57506-100-7 pages 126-128 and 132-136
44. ↑  Jesus and the Gospels: An Introduction and Survey by Craig L. Blomberg 2009 ISBN 0-8054-4482-3 pages 211-214
45. ↑  A Brief Introduction to the New Testament by Bart D. Ehrman 2008 ISBN 0-19-536934-3 page 136
46. ↑  A Century of Theological and Religious Studies in Britain, 1902-2002 by Ernest Nicholson 2004 ISBN 0-19-726305-4 pages 125-126
47. 1 2  Craig Evans, 2006 "Josephus on John the Baptist" in The Historical Jesus in Context edited by Amy-Jill Levine et al.
48. ↑  The new complete works of Josephus by Flavius Josephus, William Whiston, Paul L. Maier ISBN 0-8254-2924-2 pages 662-663
49. ↑  Jesus as a figure in history: how modern historians view the man from Galilee by Mark Allan Powell 1998 ISBN 0-664-25703-8 page 47
50. ↑  Who Is Jesus? by John Dominic Crossan, Richard G. Watts 1999 ISBN 0664258425 pages 31-32
51. ↑  Jesus of Nazareth: An Independent Historian's Account of His Life and Teaching by Maurice Casey 2010 ISBN 0-567-64517-7 page 35
52. 1 2  John the Baptist: prophet of purity for a new age by Catherine M. Murphy 2003 ISBN 0-8146-5933-0 pages 29-30
53. ↑  Jesus and His Contemporaries: Comparative Studies by Craig A. Evans 2001 ISBN 0-391-04118-5 page 15
54. ↑  An introduction to the New Testament and the origins of Christianity by Delbert Royce Burkett 2002 ISBN 0-521-00720-8 pages 247-248
55. ↑  Who is Jesus? by Thomas P. Rausch 2003 ISBN 978-0-8146-5078-3 page 36
56. ↑  The relationship between John the Baptist and Jesus of Nazareth: A Critical Study by Daniel S. Dapaah 2005 ISBN 0-7618-3109-6 page 91
57. 1 2  Authenticating the Activities of Jesus by Bruce Chilton and Craig A. Evans 2002 ISBN 0391041649 pages 3-7
58. ↑  Amy-Jill Levine in the The Historical Jesus in Context edited by Amy-Jill Levine et al. 2006 Princeton Univ Press ISBN 978-0-691-00992-6 page 4
59. 1 2  Paul L. Maier "The Date of the Nativity and Chronology of Jesus" in Chronos, kairos, Christos by Jerry Vardaman, Edwin M. Yamauchi 1989 ISBN 0-931464-50-1 pages 113-129
60. ↑  The Lion and the Lamb by Andreas J. Kostenberger, L. Scott Kellum and Charles L Quarles (Jul 15, 2012) ISBN 1433677083 page 40
61. ↑  The Cradle, the Cross, and the Crown: An Introduction to the New Testament by Andreas J. Köstenberger, L. Scott Kellum 2009 ISBN 978-0-8054-4365-3 page 114
62. ↑  Geoffrey Blainey; A Short History of Christianity; Viking; 2011; p.3
63. ↑  Joel B. Green, Scot McKnight, I. Howard Marshall, Dictionary of Jesus and the Gospels (InterVarsity Press, 1992), page 442
64. ↑  The Historical Jesus in Recent Research edited by James D. G. Dunn and Scot McKnight 2006 ISBN 1-57506-100-7 page 303
65. ↑  Who Is Jesus? by John Dominic Crossan, Richard G. Watts 1999 ISBN 0664258425 pages 28-29
66. ↑  In The Historical Jesus in Recent Research edited by James D. G. Dunn and Scot McKnight 2006 ISBN 1-57506-100-7 page 303 Marcus Borg states that the suggestions that an adult Jesus traveled to Egypt or India are "without historical foundation"
67. ↑  InWho Is Jesus? by John Dominic Crossan, Richard G. Watts 1999  ISBN 0664258425 pages 28-29 John Dominic Crossan states that none of the theories presented to fill the 15-18-year gap between the early life of Jesus and the start of his ministry have been supported by modern scholarship.
68. ↑  Van Voorst, Robert E (2000).
69. ↑  Barr, James. . Bulletin of the John Rylands Library. 1970;53(1):9-29. 1970  [2022-08-09]. （原始内容存档于2018-12-03）.
70. ↑  Handbook to exegesis of the New Testament by Stanley E. Porter 1997 ISBN 90-04-09921-2 pages 110–112
71. ↑  Jesus in history and myth by R. Joseph Hoffmann 1986 ISBN 0-87975-332-3 page 98
72. ↑  James Barr's review article Which language did Jesus speak (referenced above) states that Aramaic has the widest support among scholars.
73. ↑  Jesus Remembered by James D. G. Dunn 2003 ISBN 0-8028-3931-2 pages 313-315
74. ↑  . JewishEncyclopedia.com.   [2017-11-15]. （原始内容存档于2021-03-05）.
75. ↑  The forging of races: race and scripture in the Protestant Atlantic world by Colin Kidd 2006 ISBN 0-521-79324-6 page 18
76. ↑  Jesus: the complete guide by Leslie Houlden 2006 082648011X pages 63-100
77. ↑  The likeness of the king: a prehistory of portraiture in late medieval France by Stephen Perkinson 2009 ISBN 0-226-65879-1 page 30
78. ↑  Herodias: at home in that fox's den by Florence Morgan Gillman 2003 ISBN 0-8146-5108-9 pages 25-30
79. ↑  Herod Antipas by Harold W. Hoehner 1983 ISBN 0-310-42251-5 pages 125-127
80. ↑  Christianity and the Roman Empire: background texts by Ralph Martin Novak 2001 ISBN 1-56338-347-0 pages 302-303
81. ↑  Hoehner, Harold W. . Zondervan. 1978: 29–37. ISBN 0-310-26211-9.
82. 1 2  Funk, Robert W., Roy W. Hoover, and the Jesus Seminar.
83. ↑  Jesus as a Figure in History: How Modern Historians View the Man from Galilee by Mark Allan Powell (Nov 1, 1998) ISBN 0664257038 page 117
84. ↑  Pontius Pilate: portraits of a Roman governor by Warren Carter 2003 ISBN 0-8146-5113-5 pages 44-45
85. ↑  The history of the Jews in the Greco-Roman world by Peter Schäfer 2003 ISBN 0-415-30585-3 page 108
86. ↑  Backgrounds of early Christianity by Everett Ferguson 2003 ISBN 0-8028-2221-5 page 416
87. ↑  Theissen, Gerd and Annette Merz.
88. ↑  Brown, Raymond E.;  et al. . Prentice Hall. 1990. ISBN 0-13-614934-0.
89. ↑   Vermes, Geza Jesus the Jew, Fortress Press, New York 1981. p.209
90. ↑  Paolo Flores d'Arcais, MicroMega 3/2007, p.43
91. ↑  Dunn, James D. G.; McKnight, Scot. . Eisenbrauns. 2005-01-01: 325  [2022-08-09]. ISBN 978-1-57506-100-9. （原始内容存档于2022-08-09） （英语）.
92. 1 2  Harris, Stephen L., Understanding the Bible.
93. ↑  "[T]here is no reason to think that Jesus was called God in the earliest layers of New Testament tradition." in "Does the New Testament call Jesus God?" in Theological Studies, 26, (1965) p. 545-73
94. ↑  John Hick, The Metaphor of God Incarnate, page 27: "A further point of broad agreement among New Testament scholars ... is that the historical Jesus did not make the claim to deity that later Christian thought was to make for him: he did not understand himself to be God, or God the Son, incarnate. ... such evidence as there is has led the historians of the era to conclude, with an impressive degree of unanimity, that Jesus did not claim to be God incarnate."
95. ↑  See Matthew 11:7-10.
96. ↑  Mark 6:14, 16, 8:28
97. ↑  . earlyjewishwritings.com.   [2022-08-09]. （原始内容存档于2020-06-29）. Herod, who feared lest the great influence John had over the people might put it into his power and inclination to raise a rebellion, (for they seemed ready to do any thing he should advise,) thought it best, by putting him to death, to prevent any mischief he might cause, and not bring himself into difficulties, by sparing a man who might make him repent of it when it would be too late.
98. ↑  Mark 7:24–30
99. ↑  First: John 2:13 and 2:23; second: John 6:4; third: John 11:55, 12:1, 13:1, 18:28, 18:39, 19:14
100. ↑  Richard L. Niswonger, New Testament History, Zondervan, 1993, p. 152
101. ↑  Bromiley, Geoffrey William. . Wm. B. Eerdmans Publishing. 1979  [2022-08-09]. ISBN 978-0-8028-3781-3. （原始内容存档于2022-08-09） （英语）.
102. ↑  Chilton, Bruce David; Evans, Craig Alan. . BRILL. 1998  [2022-08-09]. ISBN 978-90-04-11142-4. （原始内容存档于2022-08-09） （英语）.
103. ↑  PhD, Catherine M. Murphy. . John Wiley & Sons. 2011-02-14  [2022-08-09]. ISBN 978-1-118-05176-4. （原始内容存档于2022-08-09） （英语）.
104. ↑  Funk, Robert W., Roy W. Hoover, and the Jesus Seminar.
105. ↑  Bart D. Ehrman, Fact and Fiction in the Da Vinci Code p.144
106. ↑  Jewish Encyclopedia: Essenes （页面存档备份，存于）: "The similarity in many respects between Christianity and Essenism is striking: There were the same communism (Acts iv. 34-35); the same belief in baptism or bathing, and in the power of prophecy; the same aversion to marriage, enhanced by firmer belief in the Messianic advent; the same system of organization, and the same rules for the traveling brethren delegated to charity-work (see Apostle and Apostleship); and, above all, the same love-feasts or brotherly meals (comp.
107. ↑  Eisenmann, Robert "James the Brother of Jesus"
108. ↑  Sanders, E. P. The historical figure of Jesus.
109. ↑  The Oxford Dictionary of the Christian Church reports that "it is possible" that the temple disturbance led to Jesus' arrest, offers no alternative reason, and states more generally that a political rather than religious motivation was likely behind it.
110. ↑  "Jesus Christ."
111. ↑  . The Jewish Roman World of Jesus.   [2017-11-15]. （原始内容存档于2010-08-18） （美国英语）.
112. ↑  Barrett, CK 'The Gospel According to St. John: An Introduction with Commentary and Notes', Westminster John Knox Press, 1978, page 49, 'The alleged contraventions of Jewish law seem to rest upon misunderstandings of Jewish texts'
113. ↑  Barrett, CK 'The Gospel According to St. John: An Introduction with Commentary and Notes', Westminster John Knox Press, 1978, pp. 49-50, 'The explanation is that special circumstances were regularly allowed to modify the course of the law.
114. ↑  Craig A. Evans, "The Silence of Burial" in Jesus, the Final Days Ed. Troy A. Miller. p.68
115. ↑  N. T. Wright, Jesus and the Victory of God (Minneapolis: Fortress Press, 1996), p. 49; who wrote "[Crossan's hypothesis] has not been accepted yet by any other serious scholar."
116. ↑  Ben Meyer, critical notice of The Historical Jesus, by John Dominic Crossan, Catholic Biblical Quarterly 55 (1993): 575
117. ↑  Helmut Koester, Ancient Christian Gospels (London: SCM, 1990), p. 220.
118. ↑  G. Habermas, The Historical Jesus, (College Press, 1996) p. 128; he observed that the Jewish polemic is recorded in Matthew 28:11–15 and was employed through the second century, cf.
119. ↑  G. Habermas, The Historical Jesus, (College Press, 1996) p. 173; cf.
120. ↑  Mark W. Waterman, The Empty Tomb Tradition of Mark: Text, History, and Theological Struggles (Los Angeles: Agathos Press, 2006) p. 211-212
121. ↑  Bruce Metzger;New Testament Tools and Studies Vol.10;p.89;Brill.
122. ↑  . biblehub.com.   [2017-11-15]. （原始内容存档于2019-05-18）.
123. ↑  Funk, Robert W. . A Polebridge Press Book from Harper San Francisco. 1998  [2017-03-04]. ISBN 0-06-062978-9. （原始内容存档于2006-08-15）.
124. ↑  Meier 1994 v.2 ch. 17; Ehrman 1999 p.227-8
125. ↑  Georgi, Dieter. . Philadelphia, PA: Fortress. 1986.
126. ↑  Georgi, Dieter. . Minneapolis, MN: Fortress. 1991.
127. ↑  The Quest for the Plausible Jesus: The Question of Criteria by Gerd Theissen and Dagmar Winter (Aug 30, 2002) ISBN 0664225373 pages 1-6
128. 1 2 3 4 5 6  Criteria for Authenticity in Historical-Jesus Research by Stanley E. Porter 2004 ISBN 0567043606 pages 100-120
129. ↑  The Westminster Dictionary of Christian Theology by Alan Richardson 1983 ISBN 0664227481 pages 215-216
130. ↑  Interpreting the New Testament by Daniel J. Harrington (Jun 1990) ISBN 0814651240 pages 96-98
131. ↑  The Historical Jesus and the Final Judgment Sayings in Q by Brian Han Gregg (30 Jun 2006) ISBN 3161487508 page 29
132. ↑  Criteria for Authenticity in Historical-Jesus Research by Stanley E. Porter 2004 ISBN 0567043606 pages 77-78
133. ↑  "Jesus Research and Archaeology: A New Perspective" by James H. Charlesworth in Jesus and archaeology edited by James H. Charlesworth 2006 ISBN 0-8028-4880-X pages 11-15
134. ↑  Soundings in the Religion of Jesus: Perspectives and Methods in Jewish and Christian Scholarship by Bruce Chilton Anthony Le Donne and Jacob Neusner 2012 ISBN 0800698010 page 132
135. ↑  Mason, Steve (2002), "Josephus and the New Testament" (Baker Academic)
136. ↑  Tabor, James (2012)"Paul and Jesus: How the Apostle Transformed Christianity" (Simon & Schuster)
137. ↑  Eisenman, Robert (1998), "James the Brother of Jesus: The Key to Unlocking the Secrets of Early Christianity and the Dead Sea Scrolls" (Watkins)
138. ↑  Butz, Jeffrey "The Brother of Jesus and the Lost Teachings of Christianity" (Inner Traditions)
139. ↑  Tabor, James (2007), "The Jesus Dynasty: The Hidden History of Jesus, His Royal Family, and the Birth of Christianity"
140. ↑  .   [2017-03-04]. （原始内容存档于2013-10-24）.
141. ↑  Hendel, Ronald. . June 2010  [2011-01-06]. （原始内容存档于2020-11-20）. ... The problem at hand is how to preserve the critical study of the Bible in a professional society that has lowered its standards to the degree that apologetics passes as scholarship ...
142. ↑  Meier, John. . St. Anthony Messenger.   [Jan 6, 2011]. （原始内容存档于2000-12-07）. ... I think a lot of the confusion comes from the fact that people claim they are doing a quest for the historical Jesus when de facto they’re doing theology, albeit a theology that is indeed historically informed.
143. ↑  .   [2017-03-04]. （原始内容存档于2013-05-17）.
144. ↑  Clive Marsh "Quests of the Historical Jesus in New Historicist Perspective" in Biblical Interpretation Journal Volume 5, Number 4, 1997 , pp. 403-437(35)
145. ↑  . The Gospel Coalition. 2009-04-01  [2017-11-15]. （原始内容存档于2012-01-06） （美国英语）.
146. ↑  McKnight, Scot. . April 9, 2010  [Jan 15, 2011]. （原始内容存档于2019-05-18）. One has to wonder if the driving force behind much historical Jesus scholarship is ... a historian's genuine (and disinterested) interest in what really happened. The theological conclusions of those who pursue the historical Jesus simply correlate too strongly with their own theological predilections to suggest otherwise.
147. ↑  Jesus Remembered Volume 1, by James D. G. Dunn 2003 ISBN 0-8028-3931-2 pp. 125-126: "the historical Jesus is properly speaking a nineteenth- and twentieth-century construction using the data supplied by the Synoptic tradition, not Jesus back then," (the Jesus of Nazareth who walked the hills of Galilee), "and not a figure in history whom we can realistically use to critique the portrayal of Jesus in the Synoptic tradition."
148. ↑  T. Merrigan, The Historical Jesus in the Pluralist Theology of Religions, in The Myriad Christ: Plurality and the Quest for Unity in Contemporary Christology (ed.
149. ↑  Akenson, Donald. . University of Chicago Press. 1998: 539–555  [Jan 8, 2011]. ISBN 978-0-226-01073-1. （原始内容存档于2019-05-15）. ... The point I shall argue below is that, the agreed evidentiary practices of the historians of Yeshua, despite their best efforts, have not been those of sound historical practice ...
150. ↑  .   [Jan 22, 2011]. （原始内容存档于2011-01-24）. Don Akenson: Professor Irish Studies
151. ↑  Dunn, James. . Cambridge, MA: Eermans. 2003: 126.
152. ↑  Jesus the Christ by Walter Kasper (Nov 1976) ISBN page 31
153. ↑  Theological Hermeneutics by Angus Paddison (Jun 6, 2005) ISBN 0521849837 Cambridge Univ Press page 43
154. ↑  The Historical Jesus by John Dominic Crossan (Feb 26, 1993) ISBN 0060616296 page xviii
155. ↑  The Cradle, the Cross, and the Crown: An Introduction to the New Testament by Andreas J. Köstenberger, L. Scott Kellum 2009 ISBN 978-0-8054-4365-3 pages 117–125
156. ↑  Jesus: Apocalyptic Prophet of the New Millennium by Bart D. Ehrman 1999 ISBN 0-19-512473-1 pages 22–23
157. ↑  Richard Dawkins. . 2007-08-09: 122. ISBN 1-4303-1230-0.
158. ↑  God is Not Great, Christopher Hitchens, 2007, Chapter 8
159. ↑  "The Messiah Myth: The Near Eastern Roots of Jesus and David" Thomas L. Thompson Basic Book Perseus Books' 2005
160. ↑  Did Jesus exist?, Bart Ehrman, 2012, Chapter 1